# 穆桑澤縣
1°30′S 29°36′E / 1.500°S 29.600°E

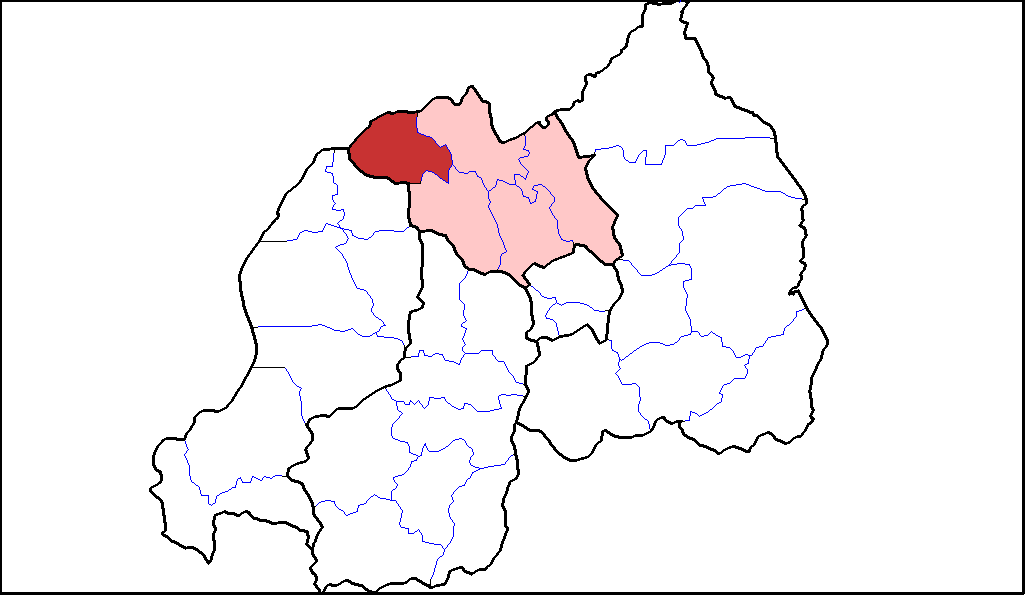

穆桑澤縣（Musanze District），是盧旺達的縣份，位於該國北部，由北部省負責管轄，首府設於魯亨蓋里，面積530平方公里，2012年人口368,264，人口密度每平方公里690人。